# Braggite
La braggite est un minéral de la classe des sulfures. Il a été nommé en l'honneur de Sir William Henry Bragg (Wigton, Cumberland, Angleterre, 2 juillet 1862 - Londres, 12 mars 1942), physicien, chimiste, mathématicien de l'université d'Adélaïde, de l'université de Leeds, de la University College de Londres et de la Royal Institution, et également de son fils Sir William Lawrence Bragg (Adélaïde, Australie, 31 mars 1890 - Waldringfield, Ipswich, Angleterre, 1er juillet 1971), physicien et cristallographe aux rayons X à l'université de Manchester et à l'université de Cambridge. Cette équipe père-fils a reçu le prix Nobel de physique en 1915 "pour ses services dans l'analyse de la structure cristalline au moyen de rayons x".

## Caractéristiques
La braggite est un sulfure de platine de formule chimique idéale PtS, mais contenant en réalité du palladium et du nickel, soit (Pt, Pd, Ni)S. Elle cristallise dans le système tétragonal. Sa dureté sur l'échelle de Mohs est de 5.
La braggite est le dimorphe de la coopérite et diffère de celle-ci par une teneur supérieure en impuretés de palladium et de nickel. Par ailleurs, elle forme une série de solution solide avec la vysotskite.

## Classification
Selon la classification de Nickel-Strunz, la braggite appartient à "02.C - Sulfures métalliques, M:S = 1:1 (et similaires), avec Ni, Fe, Co, PGE, etc." avec les minéraux suivants : achavalite, breithauptite, fréboldite, kotulskite, langisite, nickéline, sederholmite, sobolevskite, stumpflite, sudburyite, jaipurite, zlatogorite, pyrrhotite, smithite, troïlite, chérépanovite, modderite, ruthénarsénite, westerveldite, millérite, mäkinenite, mackinawite, hexatestibiopanickélite, vavřínite, coopérite et vysotskite.

## Formation et gisements
Elle a été découverte à Mokopane, dans le district de Waterberg (Province de Limpopo, Afrique du Sud). Bien qu'il ne s'agisse pas d'une espèce commune, elle a été décrite à différents endroits sur tous les continents de la planète.